# Sri Aurobindo
Šrī Aurobindo (Aurobindo Ghose) (în bengaleză: শ্রী অরবিন্দ (অরবিন্দ ঘোষ, Sri Ôrobindo) (n. 15 august 1872 - d. 5 decembrie 1950) a fost un scriitor, filozof și yoghin indian de limbă engleză. A luptat pentru eliberarea Indiei de sub tutela britanică.

## Biografie
S-a născut într-o familie de intelectuali. Părinții (tatăl este medic, iar mama este fiica unui celebru reformator religios), care au urmat studii în Anglia, îl educă în spirit european, fără influențe indiene.
La șapte ani, Sri Aurobindo este trimis în Anglia, împreună cu frații săi, să studieze acolo. În afară de engleză, stăpânește bine franceza, greaca și latina.
În 1893 se reîntoarce în India și ia contact cu cultura hindusă. Studiază textele sacre Upanișadele, Bhagavad Gita, Ramayana și învață sanscrita, hindi și bengaleza.

## Lupta politică
Întors în patria natală, ia contact și cu realitățile politico-sociale locale. Stabilit la Calcutta, se decide să se implice în lupta pentru eliberarea Indiei de sub ocupația engleză. Joacă un rol important în trezirea conștiinței naționale, astfel că devine pentru autorități unul dintre naționaliștii cei mai de temut.

## Concepții filozofice
În paralel cu lupta revoluționară, Sri Aurobindo se perfecționează din punct de vedere spiritual.
Prin opera sa fundamentală, Yoga integrală, a încercat, în concepție proprie, să sintetizeze filozofia contemplativă indiană cu materialismul, ajungând să integreze  evoluționismul darwinist în cadrul Vedanta.

## Scrieri
- 1895: Cântece pentru Myrtilla ("Songs to Myrtilla")
- 1929: Kālidāsa, studiu literar
- 1942: Eroul și nimfa ("The Hero and the Nymph")
- 1949: Eseuri despre Gita ("Essays on the Gita")
- 1949: Ciclul uman ("The Human Cycle")
- 1953: Sinteză despre Yoga ("The Synthesis of Yoga")
- 1953: Bazele culturii indiene ("The Foundation of Indian Culture")
- 1953: Poezia viitoare ("The Future Poetry")
- 1954: Savītrī, legendă și simbol ("Savītrī - A Legend and A Symbol"), capodopera sa, epos cosmic în 24.000 de versuri, bogat în simboluri filozofice
- 1955: Viața divină ("The Life Divine")
- 1955: Perseus eliberatorul ("Perseus the Delivrer")
- 1956: Vyasa și Valmiki ("Vyasa and Valmiki")
- 1958: Rodogune
- 1959: Vizirul din Bassora ("The Viziers of Bassora")
- 1960: Eric.